# Conducător
Conducător (rum. „przywódca”) – tytuł używany przez marszałka Iona Antonescu, sprawującego dyktatorską władzę w Królestwie Rumunii w latach 1940–1944.